# Септемврийско въстание
Септемврийското въстание от 1923 г. е неуспешен бунт, организиран от Българската комунистическа партия (тесни социалисти) (БКП (т.с.)) под натиск от Коминтерна, като опит за сваляне на режима на Демократическия сговор, установен с Деветоюнския преврат по-рано през същата година. В него се включват също така леви земеделци и анархисти. Въстанието е насочено към „установяване на работническо-селско правителство“ в България. Септемврийско въстание като понятие е наложено от българската марксистка историография. Съвременната историография, като отчита организацията, мащабите и резултатите, характеризиращи септемврийските събития от 1923 г., ги окачествява като Септемврийски бунтове.

## Неутралитет на БКП и подготовка на въстанието
В първите години след Първата световна война отношенията между Българската комунистическа партия и управляващия от 1919 година Български земеделски народен съюз (БЗНС) са резервирани. Макар и двете партии да са силно критични към традиционните партии в страната и съвместно да организират преследването на техни дейци, принципна позиция на БКП е да не си сътрудничи с „буржоазните партии“, за една от които смята БЗНС, и тя отказва предложенията за коалиционно управление през 1920 година, когато се превръща във втора парламентарна сила. От своя страна БЗНС се опасява от засилващите се връзки на комунистите с руските болшевики, а като управляваща партия е недоволна и от организираните от тях синдикални акции.
Така след свалянето на земеделците с Деветоюнския преврат през 1923 година и при последвалите го опити за въоръжена съпротива на земеделците (т.нар. Юнско въстание) ръководството на БКП заема позиция на неутралитет. По думите на висшия комунистически функционер и тогавашен генерален секретар на Коминтерна Васил Коларов „за БКП ръководителите на БЗНС са представители на селската буржоазия“, а според бъдещия партиен водач Георги Димитров „става дума за перипетия между буржоазни сили“. Централният комитет на партията дори се разпорежда комунистите по места, които в някои случаи се включват в действията на земеделците, да се разграничат от тях.
Междувременно още дни след преврата Коминтернът осъжда остро неутралитета на БКП, критикуван от Григорий Зиновиев, Карл Радек и особено от Йосиф Сталин, който дори призовава за „съд над компартията в България или над нейните ръководители“. Коминтернът сравнява преврата с Корниловския пуч в Русия и Каповския пуч в Германия и издава указания за организиране на въстание и обща стачка, а, за да приведе в изпълнение това решение, в България пристига Васил Коларов. В стратегията на Коминтерна по това време България заема важно място, заради относително добрите позиции на местната комунистическа партия, която може да се използва за дестабилизиране на Балканите, като подготовка за по-мащабни акции в Централна Европа и най-вече в Германия.
След няколкоседмичен арест за нередовни документи, Коларов пристига в София в началото на август, последван от друг емисар на Коминтерна, Александър Абрамович. На продължително заседание на Централния комитет на БКП (т.с.) от 5 до 7 август те успяват да убедят неговите членове, с изключение на Тодор Луканов (лидерът на партията Димитър Благоев е тежко болен и не участва в заседанието), да променят рязко курса на БКП, започвайки бърза подготовка за въоръжена акция.
Още на 6 август е създаден военно-технически комитет за подготовка на въстанието, страната е разделена на 5 окръга с окръжни организации, разработват се планове за саботажи и терористични акции. На Георги Димитров е възложено привличането на среди извън БКП, като малко по-късно Централният комитет го критикува, заради призивите му за взаимодействие с твърде широки кръгове – от анархокомунисти през земеделци и широки социалисти до радикали и висши офицери. Практическият резултат от тези опити за контакти остава ограничен.
През следващите седмици слуховете за подготвяното от комунистите въстание стават широко разпространени и на 10 септември Димитров е принуден да ги отрича в своя статия в официалното издание на партията „Работнически вестник“. Въпреки това на 12 септември в страната е въведено военно положение и около 2000 партийни активисти са арестувани, но в същото време се получават нареждания от Коминтерна за незабавно пристъпване към открити антиправителствени действия. Причина за това е планираният от Коминтерна опит за преврат в Германия, планиран за 9 ноември.
На 15 септември Централният комитет определя четирима свои членове – Васил Коларов, Георги Димитров, Тодор Луканов и Тодор Петров – за ръководен орган на въстанието. На заседание на Централния комитет на 17 септември, на което присъстват само Коларов и Димитров, за начална дата е определен 22 септември, въпреки че на места масовите арести на комунисти вече предизвикват въоръжени реакции. За цел на въстанието е обявено свалянето на кабинета и установяването на „работническо-селско правителство“. Ръководството му е възложено на Главен военно-технически комитет, който освен Коларов и Димитров включва Гаврил Генов и земеделеца Никола Агънски.
Водачите на въстанието Георги Димитров и Васил Коларов избират за действие Северозападна България – район, по-близо до границата с Югославия. Планът е въстанието да бъде масово вдигнато във Врачански окръг, след което да се сформира въстаническа армия, която да превземе София.

## Ход на въстанието

### Първи сблъсъци
Първи започват въстанически действия комунистите в село Мъглиж, Казанлъшко, още на 13 срещу 14 септември. Присъединява се и организацията на БКП от село Голямо Дряново. Въстаниците превземат двете села, но не са подкрепени от партийните организации от съседните населени места, които решават да чакат официалното обявяване на въстанието. Няколко часа след началото на въстанието в Мъглиж те се оттеглят в планините. На 12 септември в Стара Загора е съставен комитет, който решава в окръга да се вдигне въстание на 19 срещу 20 септември. Въстанието започва в Стара Загора в уреченото време, но е бързо смазано от правителствените части. По същото време се вдигат комунисти от Нова Загора, като градът и почти цялата околия са овладени от въстаниците. Отново на 19 – 20 септември въстават села в околностите на Чирпан, като е направен неуспешен опит за завземане на града. Провалът на въстанието в Бургаско позволява на правителството да мобилизира силни войскови части и да потуши въстанието в Старозагорско. Особено упорити боеве се водят за селата Мъглиж, Енина и Шипка.

### Въстанието в Северозападна България
Съгласно плана, въстанието в Северозападна България започва на сутринта на 23 септември, когато комунистически групи установяват контрол в редица селища, сред които Фердинанд, Вършец и голям брой села от околностите на Фердинанд, Оряхово, Берковица, Бяла Слатина и Лом. Във Фердинанд същия следобед военни части изгонват от града стотината завзели го комунисти, но малко по-късно голяма и добре въоръжена тълпа от съседните села отново превзема града, а на следващата сутрин там отиват Димитров и Коларов.
Въстанически сили нападат Лом и завземат голяма част от него, водени от кмета на Добри дол – Рангел Ганев. В помощ на конния полк и въоръжените от властта цивилни в Лом, обкръжени от въстаниците, е изпратено подкрепление от Видинския гарнизон. Силите на въстаниците са подпомогнати от едно оръдие под командването на поп Андрей, но то не успява да наклони везните в тяхна полза. След тридневни улични боеве правителствените сили, командвани от подполковник Халачев, отблъскват въстаниците от Лом.
На 24 септември въстаниците, зле въоръжена неорганизирана група от около 600 – 800 души от съседните села, изтласкват от Берковица войсковите части и зле въоръжените цивилни поддръжници на правителството и завземат града. Оттам 200 – 300 души тръгват към прохода Петрохан, където срещат придвижващи се от София военни части и се разбягват.
Във Врачанско, Видинско и Белоградчишко въстават само отделни села.
Срещу въстаниците се сражават и цивилни доброволци, наречени по-късно шпицкомандаджии. Комунистическото ръководство на въстанието също обявява военна мобилизация за създаването на отряди на работническо-селската власт, като се създават също транспортни и снабдителни отряди в овладените от него райони. Пристъпва се към реквизиции и клане на животни по домовете на селяните за изхранване на въстаническите отряди.
На 25 септември сутринта под ръководството на Гаврил Генов въстаниците нападат при гара Бойчиновци войсковите части, насочващи се в тила на въстанието в гр. Фердинанд, и след ожесточено сражение ги разбиват (Бойчиновски бой). Победата повдига бойния дух на въстаниците и те се насочват към Враца, но са отблъснати след сражение с правителствените войски. Въстанически сили са разбити също при Брусарци след ожесточен бой с частите на Видинския гарнизон. Многобройни тежковъоръжени войскови части напредват в посока към Фердинанд и Берковица.
Рано сутринта на 26 септември Коларов и Димитров оценяват положението като безнадеждно и бягат към югославската граница, която пресичат на следващия ден.
На 27 септември правителствените войски влизат във Фердинанд. На 28 и 29 септември се водят само откъслечни боеве между отстъпващите въстаници и армията.

### Въстанието в други части на страната
В Пловдив и околността въстанието не е подкрепено от местното население и практически не избухва. В Пазарджишко въстават някои села, сред които Мухово и Лесичево. На 24 септември въстаниците безуспешно атакуват гара Саранбей.
След заминаването на Димитров и Коларов за Северозападна България в София не се предприемат подготвителни мерки за въстание. Причината за това е, че софийската организация на БКП е доминирана от привърженици на легалната съпротива срещу режима на Цанков. В крайна сметка е организиран военнореволюционен комитет в състав Антон Иванов, Димитър Гичев и Тодор Атанасов, но комитетът е разкрит и членовете му са арестувани още на 21 септември. Неизбухването на въстанието в София позволява на правителството да използва силните военни части, съсредоточени там, срещу въстаниците в други части на страната.
Въстанието избухва в ограничен мащаб в Ихтиманско и Самоковско, както и в отделни села в околностите на София и Пирдоп. Завзети са Ихтиман и Костенец, но въстаниците са бързо разгромени от силни войски, дошли от София.
Още преди началото на въстанието между БКП и ВМРО се сключва споразумение, според което БКП няма да вдига въстание в Петричкия окръг, а ВМРО няма да пречи на подготовката му в другите части на страната. Впоследствие БКП не спазва споразумението. Въпреки споразумението въстават комунистическите привърженици в Разложката околия, където ръководител на бунта е Владимир Поптомов. На 23 септември въстаниците успяват да превземат Мехомия. ВМРО се намесва в конфликта на страната на правителството. След преговори по-голямата част от въстаналите предават оръжието си на ВМРО, някои се оттеглят в планините. Горноджумайският въстанически отряд е разбит, а част от участниците в него са убити от ВМРО.
Въстание избухва в отделни села в Търновско, Шуменско и Бургаско.

### Причини за неуспеха
Спорно е доколко самите ръководители на Септемврийското въстание са очаквали различен резултат от действителния. За това говорят дълбоките и продължителни спорове по въпроса в ръководството на БКП и необходимостта от силен натиск от страна на Коминтерна, за да се предприеме въстанието. От гледна точка на самия Коминтерн бунтът в България има само спомагателна роля за основния му план за въстание в Германия през октомври, който така и не се реализира. Изборът на водачите на въстанието Коларов и Димитров на негов център в близост до югославската граница също вероятно се дължи на осъзнаването за очакван провал.
Според някои автори, позоваващи се и на по-късни оценки на въстанието в комунистическата историография, самата цел на въстанието е прочистването и радикализирането на БКП. Според тази хипотеза, Коминтернът, недоволен от пасивната позиция на партията след Деветоюнския преврат, вижда във въстанието средство за отстраняване на по-умерените партийни ръководители и преобразуването на партията в по-компактна, но напълно болшевизирана организация.
Възможностите на БКП за провеждане на въстанието са силно ограничени от въведеното военно положение и масовите арести на комунистически активисти непосредствено преди неговото начало. Действията на комунистите са ограничени регионално и не намират масова подкрепа сред привържениците на сваления БЗНС. В голяма част от страната дори комунистите не посрещат с ентусиазъм идеята за въстание, като до въоръжени действия не се стига в големите градове – София, Варна, Бургас, Пловдив, – където са съсредоточени повечето от привържениците на БКП. Така правителството има възможност да използва големите войскови части в тези градове срещу въстанието в селските райони.
Въпреки специалните усилия на БКП за агитация сред българските войници, армията застава изцяло на страната на правителството, макар че повечето войници произхождат от бедни селски семейства, традиционно симпатизиращи на БЗНС и БКП. В мемоарите на Веселин Бранев е описана следната история: Полковник Борис Бракалов, герой от войните, човек с леви идеи, разбрал за подготвяното въстание, на среща с Димитров и Коларов им предлага да мине на тяхна страна с всичките командвани от него войскови части. Димитров и Коларов му отказват. Железниците на страната, в които през предишните години избухват едни от най-големите стачки, по време на въстанието функционират успешно, ръководени от социалдемократическия министър Димо Казасов.

## Последици
Броят на жертвите по време на въстанието и при неговото потушаване е спорен, като оценките варират между под 1000 и около 30 000 души. Оценките в част от историографията от времето на комунистическия режим достигат до около 30 000 души. В публикуваното през същия период подробно документално изследване на Музея на революционното движение в България (част от „Звезди във вековете“, поименен албум с фотографии и биографични данни) във въстанието и репресиите след него са загинали 841 въстаници. Според съвременния историк Георги Марков броят на жертвите възлиза на около 5000 души.
Само малка част от жертвите на въстанието загиват при бойни действия. Повечето са избити от паравоенни групи (наричани по-късно шпицкоманди), включително съставени от бежанци от болшевишкия режим в Русия, като в някои случаи причина за насилията са лични отмъщения и политически конфликти, които не са свързани пряко с бунта. Най-много загинали има във Фердинандски окръг, общо около 337 души. Извършени са масови разстрели в Горна Гнойница, Вършец, Берковица и Фердинанд, включително на голям брой военномобилизирани въстаници, докато много от организаторите и ръководителите са избягали в Югославия. Някои от бунтовниците остават в страната и действат като чети в планините.
Провалът на Септемврийското въстание нанася тежък удар на БКП, която от втора парламентарна сила се превръща в маргинална, но силно радикализирана група. Много активисти на партията са убити, изпратени в затвора или принудени да напуснат страната, докато други – заради принципно несъгласие с насилствените методи или просто уплашени от репресиите – се дистанцират от нея. В резултат на въстанието партийните членове намаляват десетократно до около 4 хиляди души. В същото време БКП е официално забранена едва в началото на 1924 година, като взима участие в изборите през ноември 1923 година, а през 1926 година осъдените за участие в Септемврийското въстание са амнистирани.
Септемврийското въстание дава възможност на правителството на Александър Цанков да се представи пред Запада като борец срещу комунистическата опасност и да пледира за смекчаване на някои от военните ограничения, наложени на България с Ньойския договор.

## Историографски оценки
Българската марксическа историография от периода 1944 – 1989 г. разглежда правителството на Цанков – като фашистко, а събитията през септември 1923 г. окачествява като първото антифашистко въстание в Европа. След 10 ноември 1989 г. повечето български историци отказват да идентифицират режима на Цанков с фашизма.
Съвременните историци дават различна оценка за септемврийските събития от 1923 г. Те окачествяват тези събития като Септемврийски бунтове въз основа на проучвания и документи, свързани с организирането, характера, ръководството, мащаба на действията, техните резултати, масовостта и подкрепата от населението. Основната причина за това различие е оценката за ръководството на бойните действия и поведението на главния революционен комитет, в резултат на което вълненията не са обхванали големите градове в България, а са проведени бойни действия в района на гр. Монтана и спорадични действия в отделни села по течението на р. Огоста, в Пазарджишко, Шуменско, Търновско, Бургаско, Старозагорско и другаде.
Според английския историк Ричард Крамптън още по своя замисъл въстанието е безперспективно, защото дори и комунистите да бяха завзели властта, „Западните сили несъмнено биха разрешили на съседните държави да съборят едно болшевишко правителство в София, както вече е станало в Будапеща през 1919 г.“.
В защита на жертвите от въстанието книги и статии пишат френските писатели Анри Барбюс и Ромен Ролан и юристът Марсел Вилар.
На Септемврийското въстание през 1963 година е наименовано село Сараньово, което получава статута на град с името Септември.

## В изкуството
Септемврийското въстание и жестокостите при потушаването му предизвикват силна реакция сред тогавашната българска интелигенция. Сред по-известните произведения, посветени на въстанието, са поемата „Септември“ от Гео Милев, романът „Хоро“ от Антон Страшимиров и картината „Септември 1923“ от Иван Милев. Сред другите известни произведения са стихосбирките „Пролетен вятър“ от Никола Фурнаджиев и „Жертвени клади“ от Асен Разцветников. Те двамата и Ангел Каралийчев, автор на книгата с разкази „Ръж“, впоследствие са считани за септемврийско поколение писатели.
През периода 1944 – 1989 г. са издигнати паметници на Септемврийското въстание в населени места, чиито жители са участвали в него. През 1954 г. е сниман филмът Септемврийци, посветен на тези събития.